# Microplitis fulvicornis
Microplitis fulvicornis är en stekelart som först beskrevs av Wesmael 1837.  Microplitis fulvicornis ingår i släktet Microplitis och familjen bracksteklar. Arten är reproducerande i Sverige. Inga underarter finns listade i Catalogue of Life.